# Zoo Magazine
Zoo Magazine ist ein Magazin aus Amsterdam, Niederlande, das erstmals am 25. September 2003 heraus kam. Es ist auf Mode, Kunst, Musik, Literatur und Architektur fokussiert und wird viermal im Jahr herausgegeben. Das Magazin wird in Englisch und Deutsch veröffentlicht.

## Geschichte
Zoo Magazine ist in Besitz von Melon Collie C.V. Das Magazin wird co-finanziert in Berlin von Sandor Lubbe und dem Musiker Bryan Adams.

## Fotografen (Auswahl)
- Steven Klein
- Donald McPherson
- David La Chapelle
- Terry Richardson
- Nobuyoshi Araki
- Hedi Slimane
- Bryan Adams;[5]
- Karl Lagerfeld